# Corbett-Nationalpark

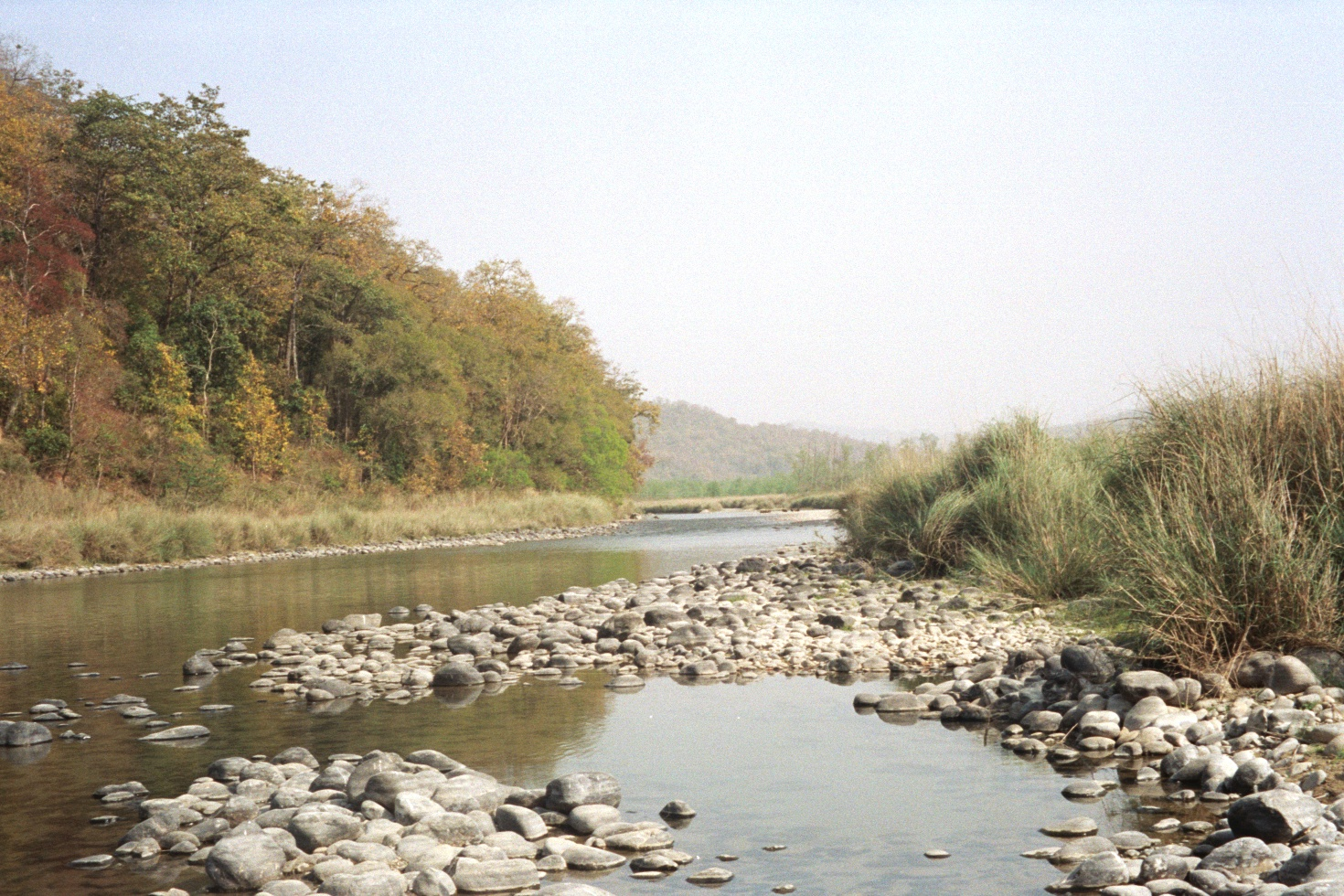
Fluss in Corbett

Der Corbett-Nationalpark (Hindi जिम कॉर्बेट राष्ट्रीय उद्यान IAST Jima Kôrbeṭa rāṣṭrīya udyāna) liegt im indischen Bundesstaat Uttarakhand am Fuß des Himalaya. Er ist nach dem britischen Jäger und Naturschützer Jim Corbett benannt, der 1936 maßgeblich daran beteiligt war, dass nahe Nainital der erste Nationalpark in Indien eingerichtet wurde. Ursprünglich hieß er Hailey Nationalpark, doch 1957 wurde er in Corbett-Nationalpark umbenannt, nachdem er seit 1952 kurzzeitig Ramganga-Nationalpark hieß. Der Corbett-Nationalpark umfasst knapp 521 Quadratkilometer. Zusammen mit dem angrenzenden Sonanadi-Schutzgebiet bildet er das Corbett-Tiger-Reserve, das 1973 im Zuge des Projekt-Tiger gegründet wurde.
Der größte Fluss im Park ist der Ramganga, der an der Westgrenze des Schutzgebietes in einen großen See mündet. Die Landschaft ist durch breite Täler und Hügel charakterisiert. In Ost-westlicher Richtung verläuft eine Hügelkette in der Mitte des Areals.
Die Hauptvegetationsform stellen die Salwälder dar, in höheren Lagen findet man auch einige Kiefernbestände. Im Tiefland stehen Flusswälder, deren Bestände von Grasflächen unterbrochen sind, die von den Einheimischen als „chaurs“ bezeichnet werden. Geöffnet ist er nur von November bis Juni.

## Fauna
Die Hauptattraktionen des Parks sind der Bengalische Tiger, der Indische Leopard und wilde Exemplare des Asiatischen Elefanten.
Daneben beherbergt er an größeren Säugetieren den Rhesusaffen, Hulmans, den Goldschakal, den Rotfuchs, den Rothund, den Kragenbären, den Lippenbären, den Buntmarder, den Fischotter, die Kleine Zibetkatze, den Fleckenlinsang, den Fleckenmusang, den Larvenroller, den Indischen Mungo, die Bengalkatze, die Rohrkatze, das Wildschwein, Muntjak, den Axishirsch, den Schweinshirsch, den Sambarhirsch, die Nilgauantilope, den Grauen Goral, das Vorderindische Schuppentier und eine Stachelschweinart. In den Gewässern leben der Gavial und das Sumpfkrokodil. Außerdem kann man etwa 580 Vogelarten im Park beobachten.

## Benachbarte Reservate
Westlich des Corbett-Nationalparks liegt der Rajaji-Nationalpark, der ebenfalls noch größere Bestände von Elefanten und Tigern beherbergt. Das Gebiet zwischen beiden Nationalparks ist jedoch heute größtenteils Kulturland und so bleiben nur wenige Korridore, auf denen zumindest einzelne Exemplare des Asiatischen Elefanten und Bengalischen Tiger wandern können, um genetischen Austausch zwischen den ansonsten isolierten Populationen zu gewährleisten. Der einzige Korridor, der noch häufiger benutzt wird, ist der Chila-Motichur-Korridor, der über den Ganges führt. Allerdings ist dieser Weg besonders durch menschliche Eingriffe beeinträchtigt.

## Bilder

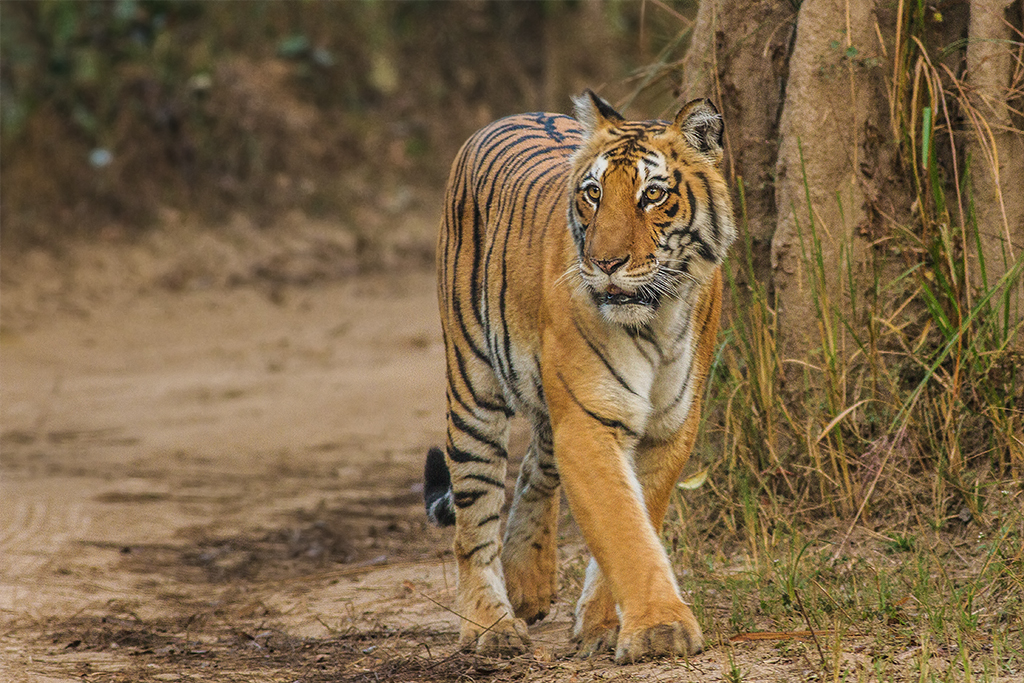
Tiger im Corbett-Park
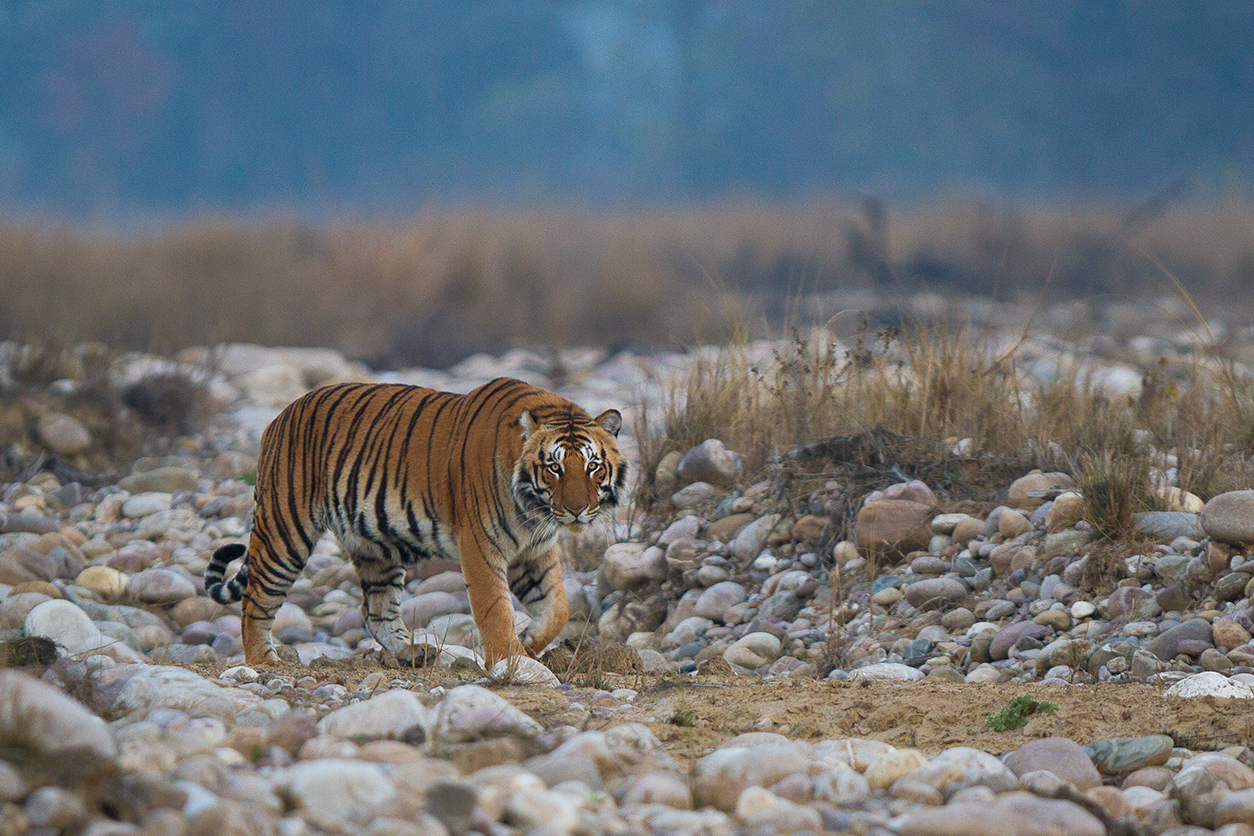
Tiger im trockenen Flussbett
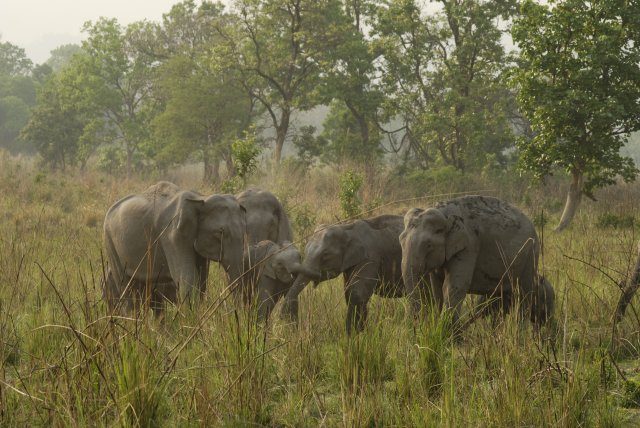
Elefantenherde
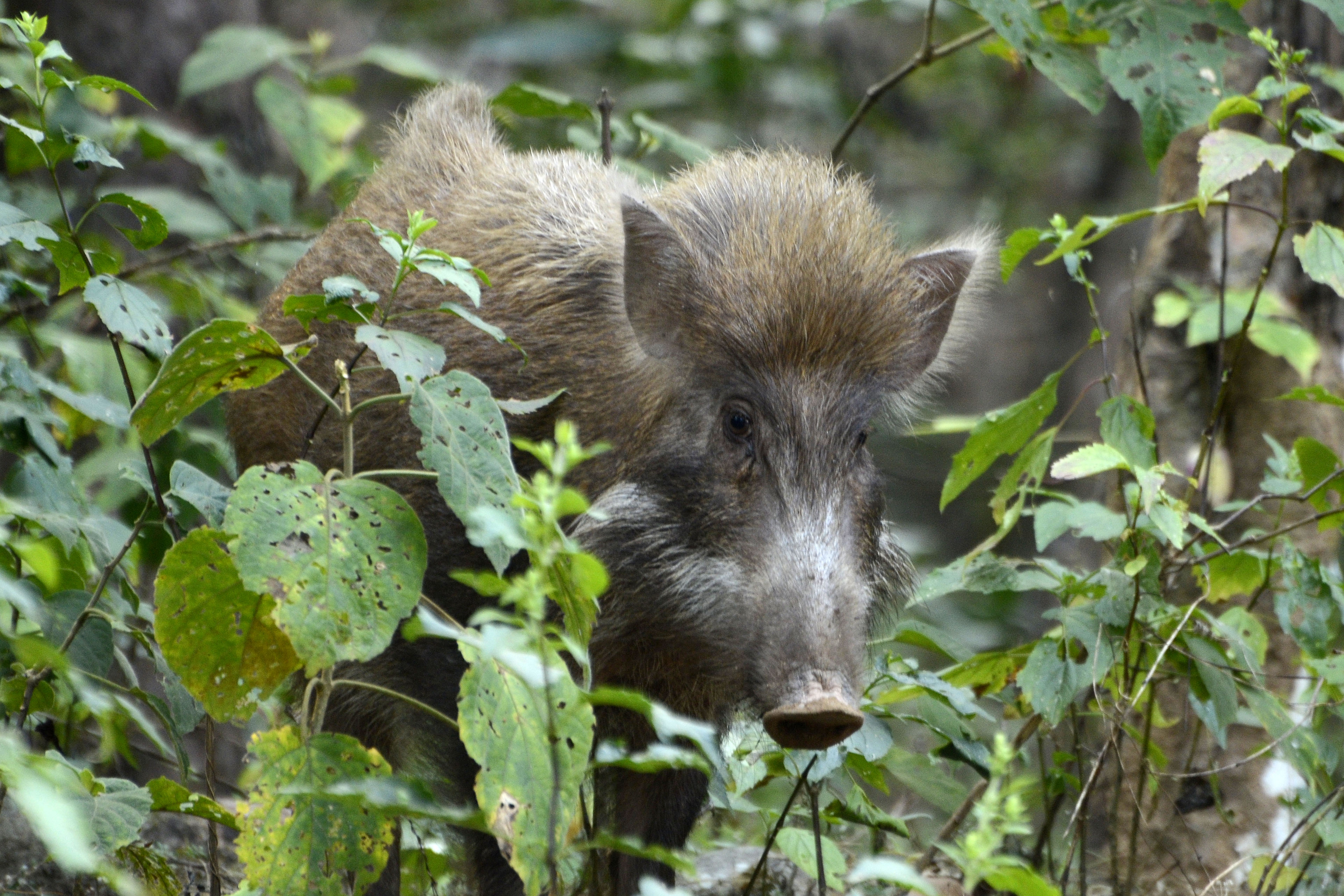
Kammwildschwein im Park
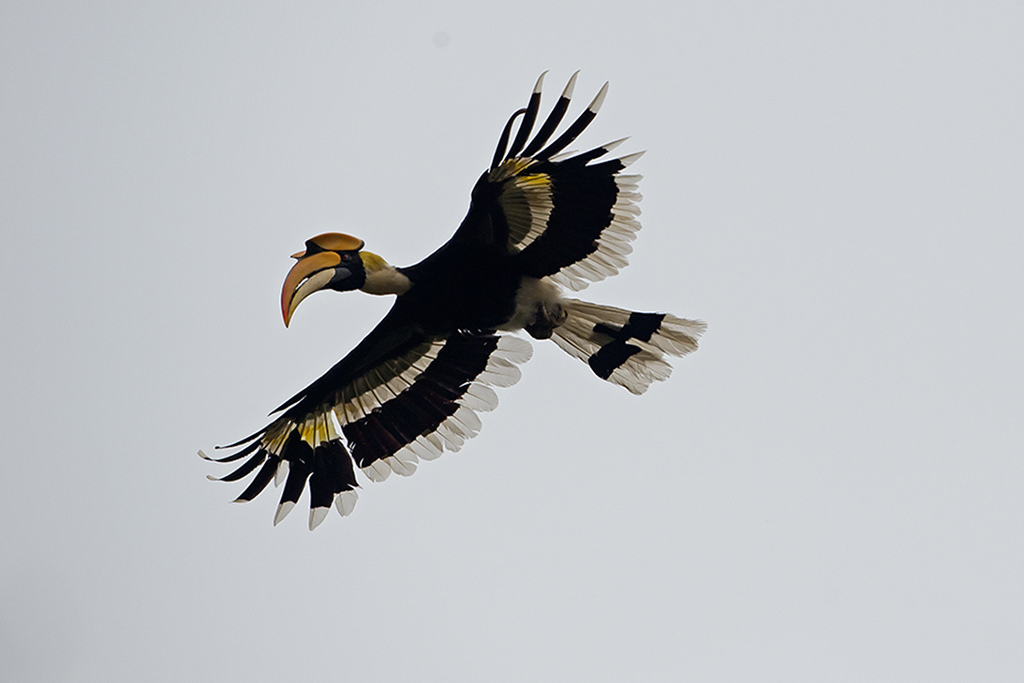
Doppelhornvogel
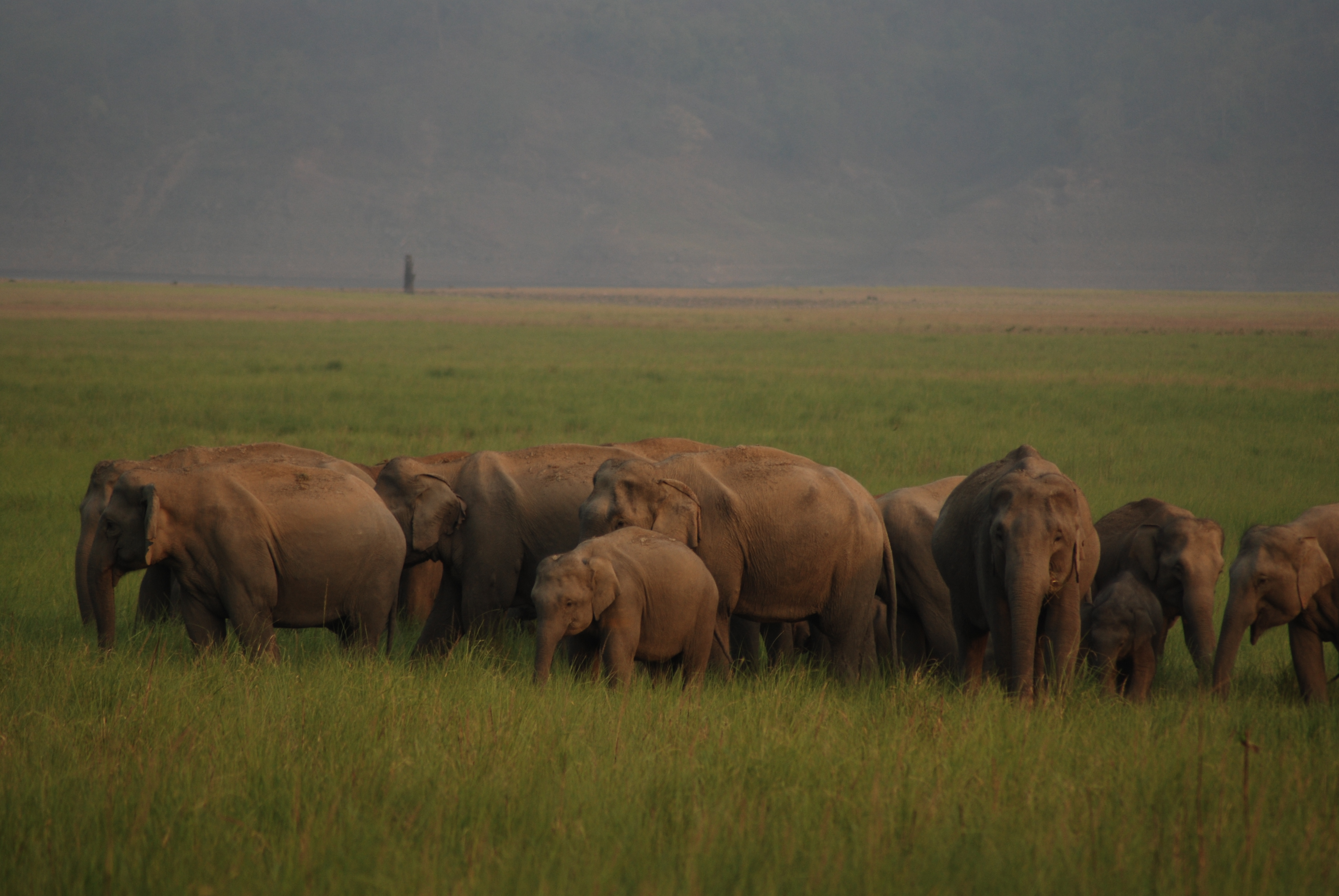
Wilde Asiatische Elefanten im Nationalpark
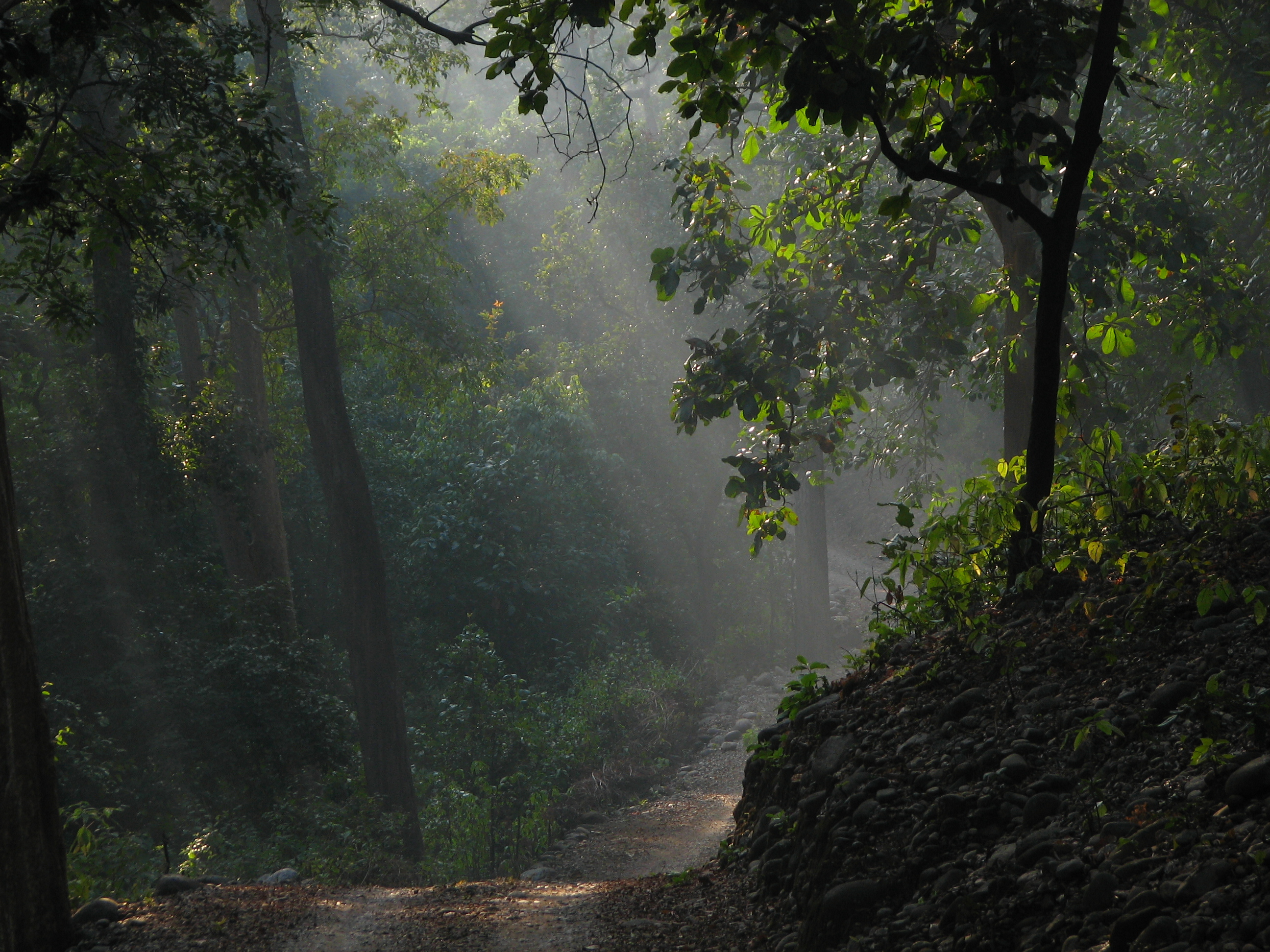
Waldweg im Nationalpark
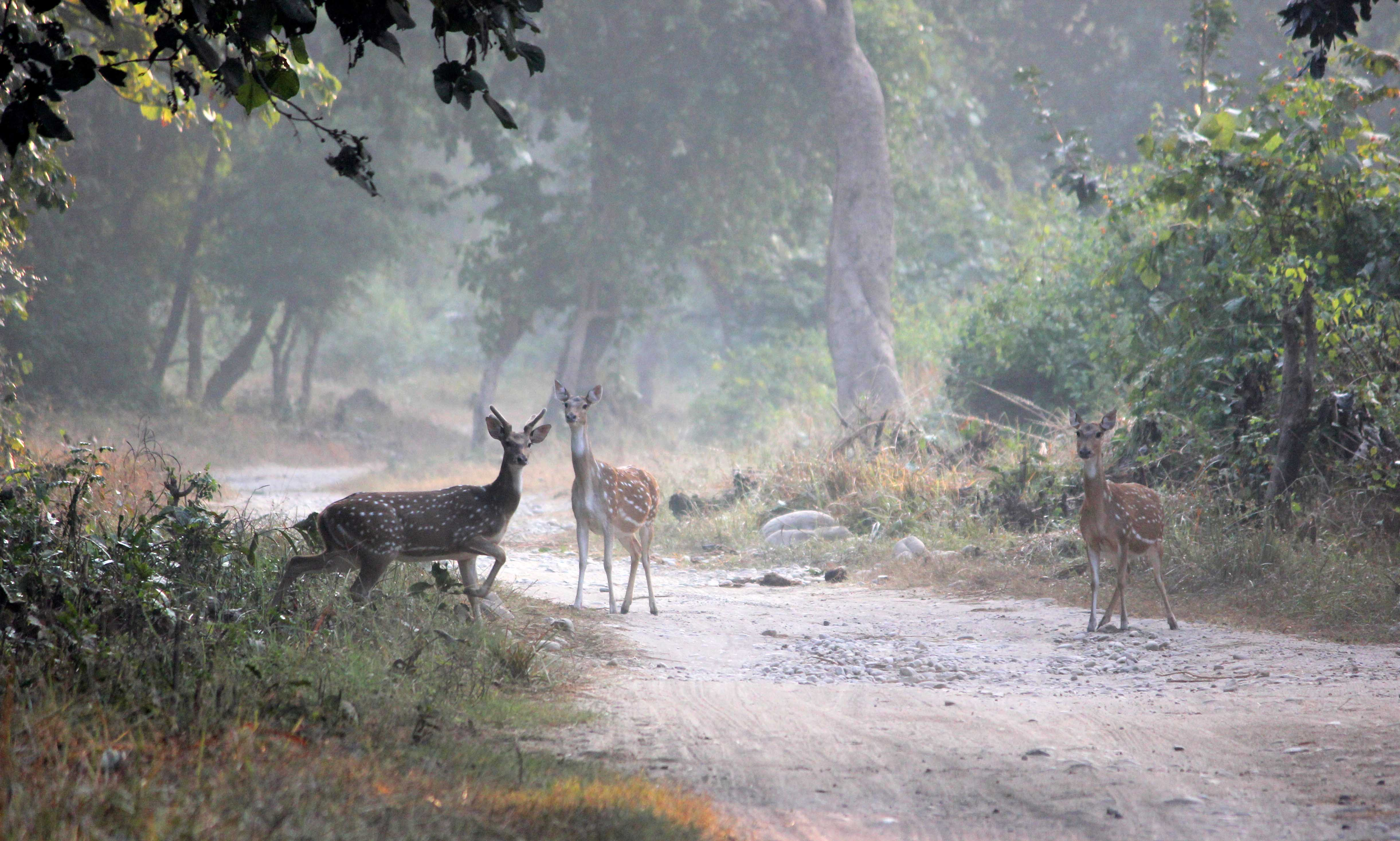
Axishirsche
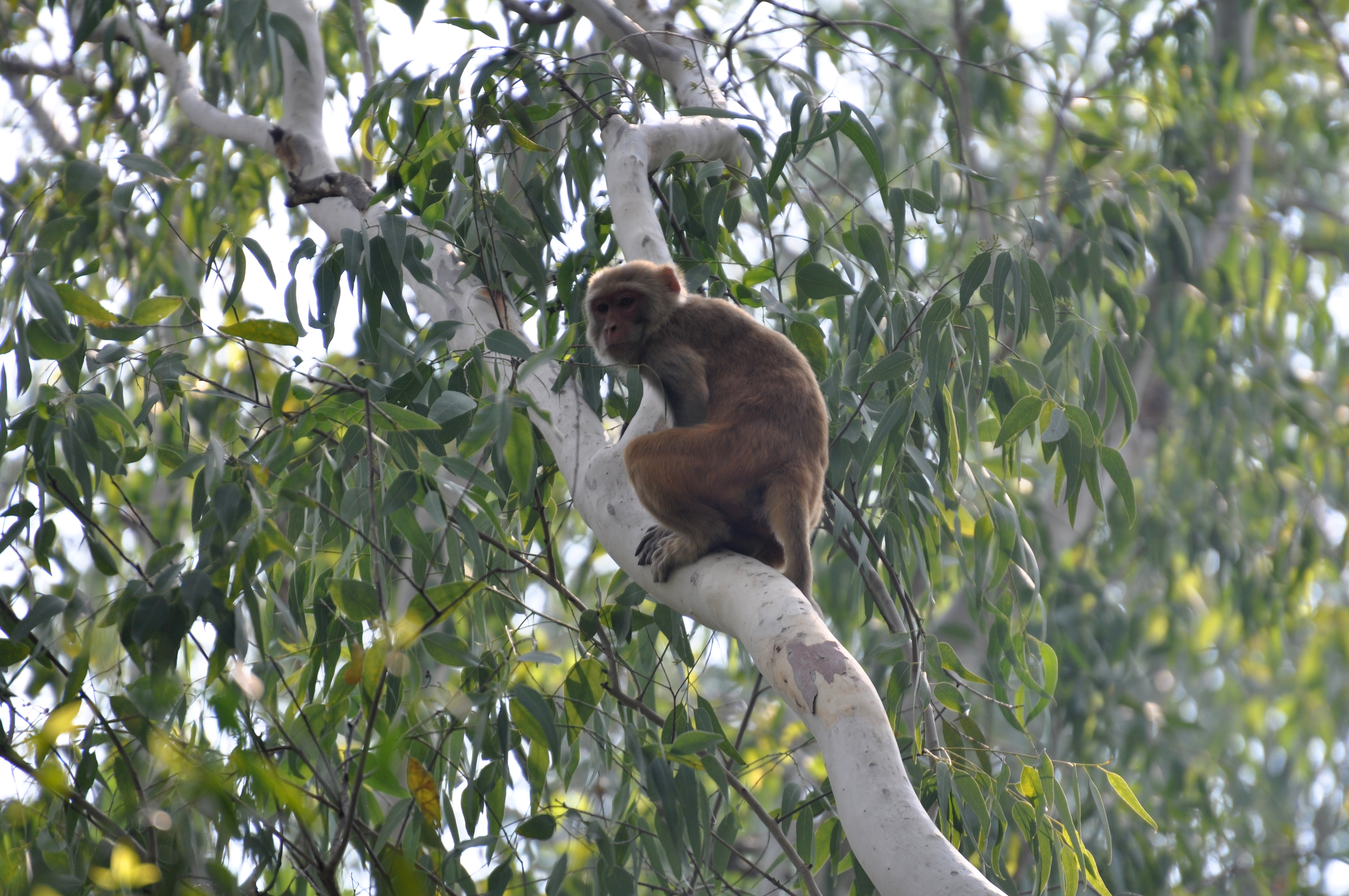
Rhesusaffe
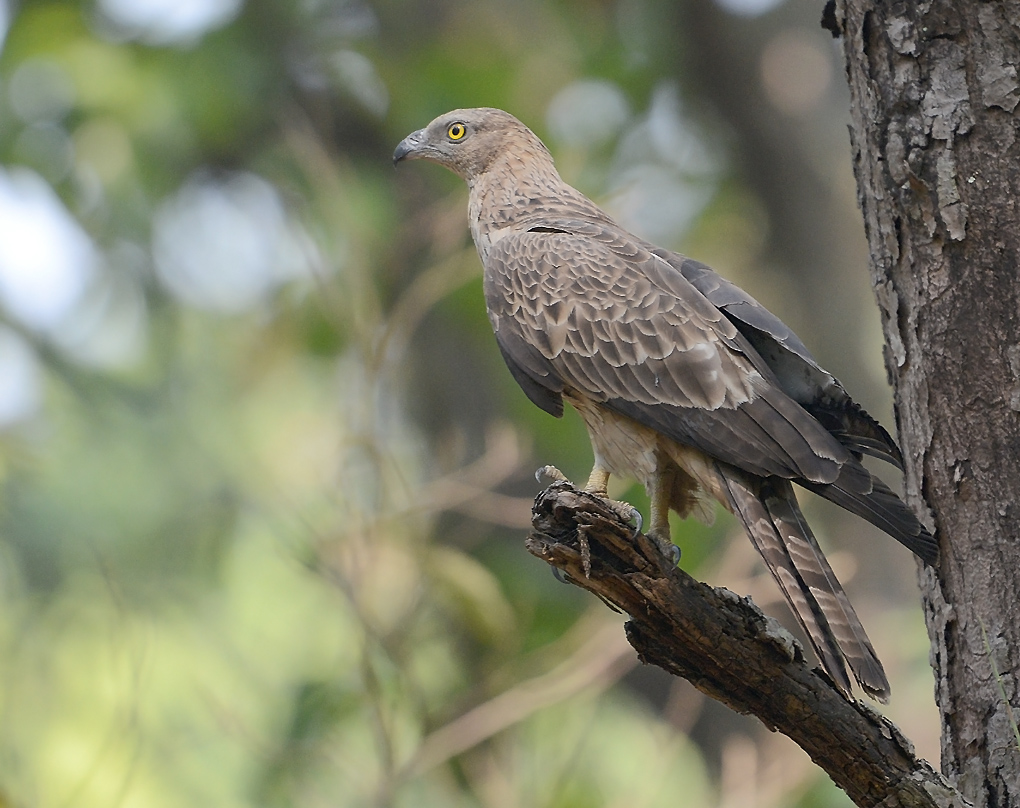
Haubenwespenbussard
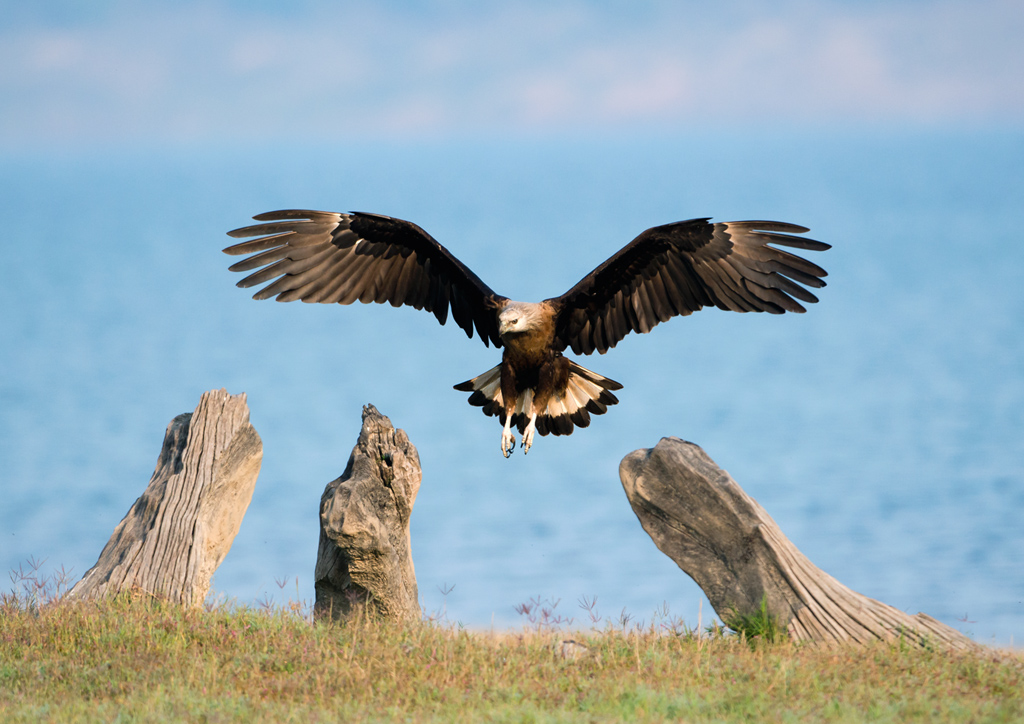
Bindenseeadler
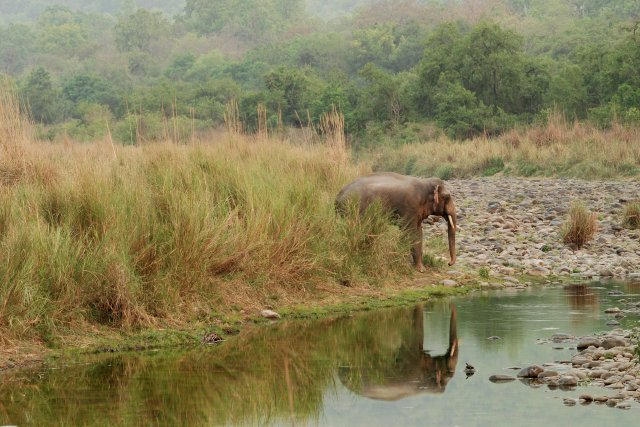
Elefant
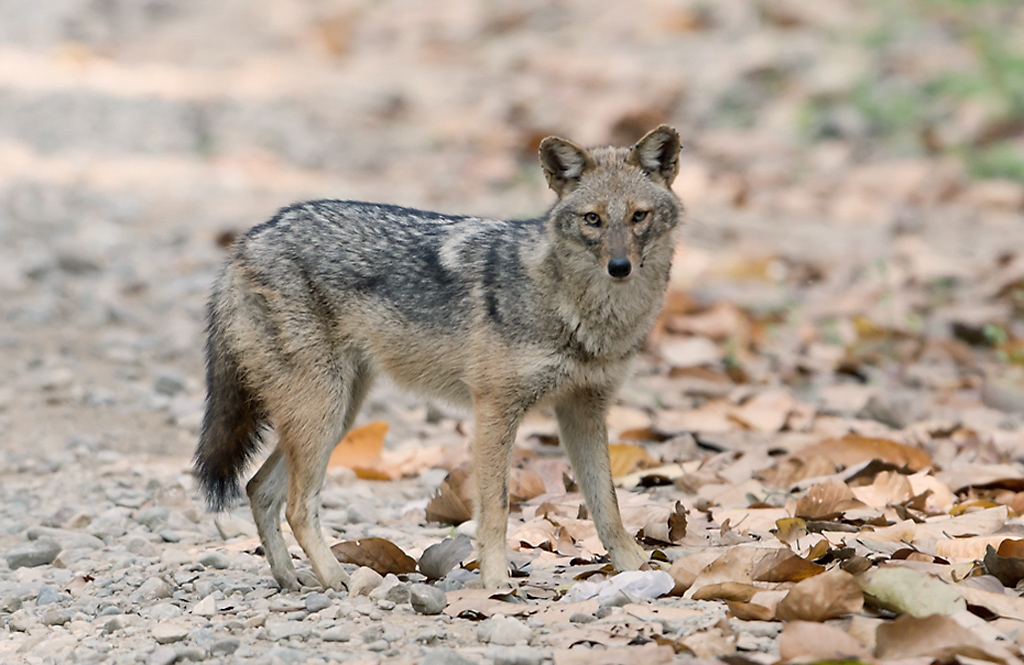
Goldschakal

## Siehe auch

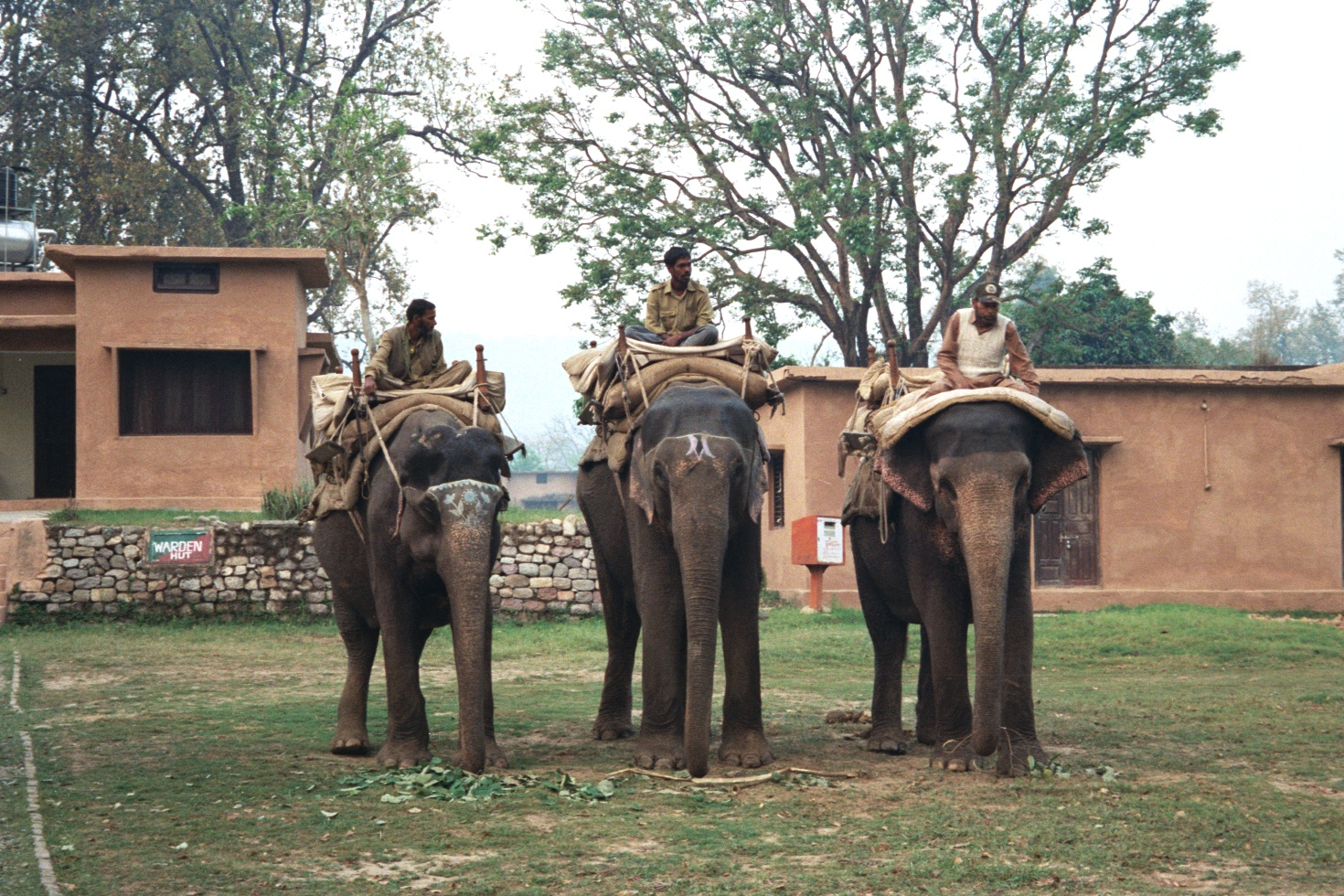
Asiatische Elefanten stehen im Camp für eine Safari bereit